# Centre national d'études des télécommunications
Il Centre national d'études des télécommunications (in acronimo, CNET, da tradurre in centro nazionale per lo studio delle telecomunicazioni) è stato un centro di ricerca francese di telecomunicazioni.
Esso è nato il 4 maggio 1944 come centro di ricerca francese interministeriale, tuttavia fu posto sotto il controllo del ministero francese delle PTT (Poste e Telecomunicazioni).
Nel 1990, il Direttorato Generale delle Telecomunicazioni (DGT) (parte del ministero francese delle Poste e Telecomunicazioni) divenne France Télécom e CNET divenne il centro di ricerca e sviluppo (R&D, research and development) di France Télécom stessa. Nel marzo 2000, CNET è stata rinominata ed è divenuta parte del France Télécom R&D, la divisione di ricerca e sviluppo di France Télécom. Dal 2007, France Telecom R&D è divenuta l'Orange Labs, una rete globale di istituti R&D.

## Settori
È stata attiva nello sviluppo dello standard ATM fin dagli anni Settanta, contemporaneamente agli AT&T Labs. Sempre nel campo della commutazione telefonica è da ricordare, nel 1971, la prima centrale di commutazione telefonica europea di tipo numerico: solo pochi mesi dopo, anche l'Italia sviluppò la seconda con i "Gruppi Speciali", progettata da CSELT.